# Acraea exalbescens
Acraea exalbescens är en fjärilsart som beskrevs av Eltringham 1912. Acraea exalbescens ingår i släktet Acraea och familjen praktfjärilar. Inga underarter finns listade i Catalogue of Life.